# Alexandre De Saedeleer
Alexandre De Saedeleer (Etterbeek, 14 november 1987) is een voormalig Belgisch hockeyer. 

## Levensloop
De Saedeleer was actief bij de Waterloo Ducks.
In 2006 won hij de gouden stick van de Belgische hockeybond. Hij maakte zijn debuut bij het nationaal team in 2007  en speelde 185 keer voor de Red Lion tussen 2007 en 2014.
Op de Olympische Spelen van 2008 in Beijing was hij eerste reserve.
Op de Olympische Spelen van 2012 in Londen was hij wel opgesteld en speelde hij met het nationaal team 5e. Bij aanvang van de Spelen had hij 120 caps.
De Saedeleer is een Master in International Business and Management en studeerde aan de ICHEC Brussels Management School. Hij werkt als gedelegeerd bestuurder van een consultancybedrijf.